# 塔德乌什·罗伯津斯基
塔德乌什·罗伯津斯基（Tadeusz Rybczynski，1923年—1998年）是波兰出生的英国经济学家，以他的Rybczynski理论而出名。
他在伦敦政治经济学院毕业。在他发现了那个著名的定理后，他加入了Lazard，然后花费毕生精力做了一个投资银行家。